# Own Bīr Beyglū
Own Bīr Beyglū (persiska: ونبير بِيگلو, اون بير بيگلو, Ūnbīr Beyglū) är en ort i Iran.   Den ligger i provinsen Ardabil, i den nordvästra delen av landet, 500 km nordväst om huvudstaden Teheran. Own Bīr Beyglū ligger 686 meter över havet och antalet invånare är 418.
Terrängen runt Own Bīr Beyglū är kuperad, och sluttar norrut. Runt Own Bīr Beyglū är det ganska tätbefolkat, med 58 invånare per kvadratkilometer. Närmaste större samhälle är Germī, 9,7 km sydost om Own Bīr Beyglū. Trakten runt Own Bīr Beyglū består till största delen av jordbruksmark.